# Antipalus wieneckii
Antipalus wieneckii là một loài ruồi trong họ Asilidae. Antipalus wieneckii được Wulp miêu tả năm 1872. Loài này phân bố ở miền Ấn Độ - Mã Lai.